# インド標準時
インド標準時（英語: Indian Standard Time - IST）はインド国内全域で使用されている標準時である。
インドの標準時は東経82.5度の子午線にあるイラーハーバード（アラハバード）を基準にしており、グリニッジ標準時とイラーハーバードの時間差はちょうど5時間30分である。

## 歴史
過去、インドにはボンベイ時間とカルカッタ時間の2つの標準時があったが、インドの地方標準時帯は1884年に確立され、インド標準時(IST)としては1905年から開始された。
しかし、ボンベイでは1955年まで、ISTより39分遅れの時間帯を使用していた。(UTC+4:51)
夏時間に関しては、1962年の中印国境紛争および1965年の第二次印パ戦争、1971年の第三次印パ戦争の間に使用されたが、現在は採用されていない。

## IANAのTime Zone Database
IANAのTime Zone Databaseには、インドの標準時が1つ含まれている。
| 国コード | 座標        | 時間帯ID     | 注釈 | 協定世界時との差 | 夏時間 | 備考 |
| -------- | ----------- | ------------ | ---- | ---------------- | ------ | ---- |
| IN       | +2232+08822 | Asia/Kolkata |      | +05:30           | +05:30 |      |